# Saint-Georges-sur-Fontaine

Saint-Georges-sur-Fontaine este o comună în departamentul Seine-Maritime, Franța. În 1 ianuarie 2022 avea o populație de 927 de locuitori.